# 킥복싱
킥복싱(영어: kickboxing, 일본어: キックボクシング)은 발차기와 주먹질에 기반한 격투 스포츠의 하나로서, 주먹과 발, 무릎 등을 사용하여 상대를 타격하는 입식 격투기 가운데 하나이다. 무에타이의 영향을 많이 받았고, 풀컨택트 가라테(극진가라테)와 복싱도 기반이 되었다. 자기방어, 피트니스, 접촉 스포츠가 목적이다.

## 역사
한국킥복싱협회의 주장에 따르면, 국의 킥복싱은
세계 최초로 한국에서 1964년 9월 당시 대한 태권도협회 오도관 전남 본관장인 구판홍 선생님께서 제자들에게 태권도에 대한 지도보급 과정에서 기술적으로 가장 강한 무술을 만들고자 태권도, 복싱, 유도, 레슬링 등의 특성을 종합적으로 절충하여 치고, 차고, 던지고, 꺾고, 조르는 종합 무술로 체계화하여 킹투기라는 무술을 독창적으로 창안하게 된 것이다. 그리하여 킹투기가 각종 무술 중에서 가장 과격한 최고의 격투 무술로써 각광을 받기 시작했다.
그 이후 1968년 4월에 일본의 노구치 오사무 기꾸복싱(킥복싱) 회장이 킹투기의 발상지인 광주에 와서 구판홍 창시자와 최초의 회담을 가졌으며, 일본의 노구치오사무 회장이 무에타이라는 태국의 전통무술과 극진가라데를 접목시켜 만든 기꾸복싱과 한국의 킹투기를 킥복싱으로 명칭을 통일하기로 하고, 한일 간의 국제 교류를 합의하였다. 그로 인하여 킥복싱이라는 무술이 한국에서 최초로 탄생하게 된 것이다.
(출처 :
http://www.kbakorea.com/%ed%82%a5%eb%b3%b5%ec%8b%b1%ec%9d%98-%ec%97%ad%ec%82%ac/%5B깨진+링크(과거+내용+찾기)%5D)
일본에서의 킥복싱은 1963년 극진가라테의 선수였던 쿠로사와 켄지, 나카무라 타다시, 노보루 오자와가 무에타이의 성지인 룸피니 스타디움에 가서 싸우게 된 것을 킥복싱이 만들어진 계기로 본다. 이 시합에서 나카무라와 노보루는 승리를 거두지만 정작 리더격이었던 쿠라사와 켄지는 참패를 당한다. 종합성적은 2-1로 극진측의 승리였지만, 시합 패배 후 무에타이의 강력함을 실감한 쿠로사와 켄지는 가라테의 스타일을 살리면서 복싱 펀치와 무에타이 시합룰을 응용한 새로운 무술을 만들게 된다. 일본의 복싱 프로모터 노구치 오사무는 1966년 "킥복싱"이라는 명칭을 고안하고 일본의 복싱이나 가라테 선수를 모아 "일본 킥복싱 협회"를 만들어서 시합을 시작했고, 이것이 일본과 태국 등지에서 흥행하면서 미국과 유럽까지 퍼져나게 된다.
1960년대와 1970년대 초까지 흥성하던 킥복싱은 1970년대 들어 각종 킥복싱 기구의 난립과 오일 쇼크 등의 영향으로 침체일로에 빠졌으나, 1990년대 신설된 K-1이 흥행하면서 부흥기를 맞이한다. 2000년대에 전성기를 구가하던 K-1이 2010년대부터 다시 인기를 잃고 몰락하면서 이후 글로리, 슈퍼컴뱃 등의 단체가 킥복싱의 명맥을 잇고 있다.

## 주요 단체
- K-1
- 글로리
- 슈퍼컴뱃
- 쿤룬 파이트
- 맥스 FC
- MKF
- TAS
- 잇츠 쇼타임 (소멸)
- 무신 (소멸)

## 같이 보기
- 복싱 (동음이의)